# Phanoperla minutissima
Phanoperla minutissima är en bäcksländeart som först beskrevs av Günther Enderlein 1909.  Phanoperla minutissima ingår i släktet Phanoperla och familjen jättebäcksländor. Inga underarter finns listade i Catalogue of Life.